# Episodi di True Detective (seconda stagione)
La seconda stagione della serie televisiva True Detective, composta da otto episodi, è stata trasmessa negli Stati Uniti sul canale HBO dal 21 giugno al 9 agosto 2015.
In Italia, la stagione è andata in onda in prima visione sul canale satellitare Sky Atlantic dal 29 giugno al 17 agosto 2015,  dopo essere stata trasmessa in lingua originale sottotitolata in italiano dal 22 giugno al 10 agosto 2015, in simulcast con HBO.
Il cast principale di questa stagione è formato da Colin Farrell, Rachel McAdams, Taylor Kitsch, Kelly Reilly e Vince Vaughn.
| nº | Titolo originale             | Titolo italiano                | Prima TV originale | Prima TV in italiano |
| -- | ---------------------------- | ------------------------------ | ------------------ | -------------------- |
| 1  | The Western Book of the Dead | Il libro dei morti d'occidente | 21 giugno 2015     | 29 giugno 2015       |
| 2  | Night Finds You              | Quando scende la notte         | 28 giugno 2015     | 6 luglio 2015        |
| 3  | Maybe Tomorrow               | Forse domani                   | 5 luglio 2015      | 13 luglio 2015       |
| 4  | Down Will Come               | La fine è vicina               | 12 luglio 2015     | 20 luglio 2015       |
| 5  | Other Lives                  | Altre vite                     | 19 luglio 2015     | 27 luglio 2015       |
| 6  | Church in Ruins              | Festa privata                  | 26 luglio 2015     | 3 agosto 2015        |
| 7  | Black Maps and Motel Rooms   | Il cerchio si chiude           | 2 agosto 2015      | 10 agosto 2015       |
| 8  | Omega Station                | Stazione Omega                 | 9 agosto 2015      | 17 agosto 2015       |

## Il libro dei morti d'occidente
- Titolo originale: The Western Book of the Dead
- Diretto da: Justin Lin
- Scritto da: Nic Pizzolatto

### Trama
Nella città immaginaria di Vinci, California, il segretario comunale Ben Caspere scompare poco prima che avvenga la presentazione di una nuova linea ferroviaria ad alta velocità; il suo socio d'affari, l'ex gangster Frank Semyon, è costretto a prenderne il posto all'evento presentando pubblicamente il progetto.
Il detective alcolizzato Raymond "Ray" Velcoro lotta per la custodia del giovane Chad, che si sospetta non essere suo figlio biologico in quanto l'ex moglie Gena è rimasta incinta nel periodo in cui è stata violentata da un uomo. Ray e Gena non hanno mai richiesto il test del DNA per stabilire la paternità del ragazzino. Anni prima, Velcoro era stato chiamato da Semyon, e quest'ultimo gli aveva detto di sapere chi aveva stuprato sua moglie. Scoperto il nome grazie a lui, Velcoro si era messo sulle tracce del criminale, trovandolo e uccidendolo. Da quel giorno Ray è al servizio di Frank; per esempio, quando un giornalista comincia a ficcare il naso negli affari di Vinci denunciandone la corruzione, Semyon ingaggia il detective affinché gli dia una dolorosa lezione. Quando non è in servizio o con Chad, Ray è solito stazionare e bere come una spugna in uno squallido bar, il Black Rose, di proprietà di Frank e gestito da Felicia, una donna col viso sfregiato.
Il detective Antigone "Ani" Bezzerides conduce un raid contro un'abitazione in cui si sospetta ci sia un giro di prostituzione illegale ma, una volta arrivata, oltre a scoprire che il proprietario è in regola, vi trova sua sorella Athena, che lavora come cam-girl. Poco dopo, Ani si mette sulle tracce di una donna scomparsa, Vera, il cui ultimo posto frequentato è un ritrovo "spirituale" gestito da suo padre Eliot. Ivi accompagnata dal collega, amico ed ex fiamma Elvis Ilinca, ha un duro confronto col genitore.
Un agente della Highway Patrol, Paul Woodrugh, viene messo in ferie retribuite dopo che una ragazza di nome Lindel ha cercato di evitare una multa in cambio di favori sessuali. Viene ingiustamente accusato di cattiva condotta, nonostante lui non abbia fatto niente, ma la donna infanga il suo nome alla stampa e i suoi superiori sono costretti a sospenderlo per un po', nonostante conoscano la verità. Paul viaggia di notte con la sua moto e, dopo essersi fermato per strada, scopre il cadavere di Caspere adagiato su una panchina. Velcoro e Bezzerides arrivano sulla scena del crimine.
- Guest star: Ritchie Coster (Sindaco Austin Chessani), David Morse (Eliot Bezzerides), Christopher James Baker (Blake Churchman), Chris Kerson (Nails), Ronnie Gene Blevins (Stan), Andy Mackenzie (Ivar), Timothy V. Murphy (Osip Agronov), Leven Rambin (Athena Bezzerides), W. Earl Brown (Teague Dixon), Afemo Omilami (Capo di polizia Holloway), James Frain (Tenente Kevin Burris), Michael Irby (Elvis Ilinca), Matt Battaglia (Comandante Floyd Heschmeyer), Adria Arjona (Emily), Yara Martinez (Felicia), Lera Lynn (Cantante), Molly Hagan (Avvocato Harris), Ashley Hinshaw (Lacey Lindel), Agnes Olech (Veronica Chessani), Christian Campbell (Richard Brune), Trevor Larcom (Chad Velcoro-Brune), Courtney Halverson (Erica Jonson), Jon Lindstrom (Jacob McCandless), Chet Grissom (Bart Sallis), Alain Uy (Ernst Bodine), Carla Vila (Danielle Delvayo), Stevin Knight (Dan Howser), Riley Smith (Steve Mercier), Gia Mora (Signora Conroy), Cooper Roth (Aspen Conroy), Drew Waters (Paul Trevor), Wilke Itzin (Proprietario webcam), Charles Maceo (Agente della California Highway Patrol 1), Jamison Jones (Will Davidson), Anjul Nigam (Medico legale della Contea di Ventura), Solomon Shiv (Michael Bulgari), Coley Mustafa Speaks (Agente della California Highway Patrol), Ashli Haynes (Webcam Girl 1), Rosalie McIntire (Webcam Girl 2), Lidia Porto (Cameriera al Panticapaeum 1), Ivet Corvea (Cameriera al Panticapaeum 2), Avi Bernard (Vicesceriffo 1), Brett Edwards (Vicesceriffo 2).
- Ascolti USA: telespettatori 3 172 000[4]

## Quando scende la notte
- Titolo originale: Night Finds You
- Diretto da: Justin Lin
- Scritto da: Nic Pizzolatto

### Trama
Dopo il ritrovamento del cadavere di Caspere, si apre un problema di giurisdizione: Ray ha il diritto di partecipare alle indagini perché il segretario comunale era tra le persone segnalate come scomparse dalla polizia di Vinci. Il Procuratore Generale dello Stato della California Richard Geldof e il Sostituto Procuratore Katherine Davis istituiscono però una task force per risolvere il caso, affidandolo ad Ani. Lo Stato ha intenzione di sfruttare l'accaduto per controllare da vicino la torbida amministrazione comunale di Vinci: Davis, infatti, incarica la detective di partecipare alle indagini per smascherare eventuali coinvolgimenti di essa nella questione. Dal momento che Caspere è stato ritrovato da Paul, Davis lo include nella task force in cambio di una buona parola per risolvere la spiacevole situazione in cui il giovane si è ritrovato in seguito al caso Lindel. I due procuratori inoltre, mettono in guardia Ani su Ray, avvertendola che l'uomo è un detective corrotto, sul quale girano voci poco rassicuranti. Allo stesso Velcoro, in un colloquio col capo della polizia di Vinci, Holloway, con il tenente Burris e con Austin Chessani, sindaco della cittadina, viene indicato di pilotare le indagini nella direzione migliore per tutti. Per far ciò sarà aiutato dal corrotto e svogliato detective Teague Dixon, anch'egli unito alla task force.
Frank è interessato a scoprire chi ha ucciso Caspere, in quanto il segretario comunale aveva con sé i 5 milioni di dollari appartenenti a Semyon con cui l'ex gangster voleva finanziare il progetto della ferrovia ad alta velocità, che si è arenato in quanto l'omicida ha sottratto i soldi alla vittima. Frank, avendo perso gran parte del suo patrimonio, vuole recuperare i soldi per poter entrare nuovamente nel progetto, così si rivolge a Ray, chiedendogli di essere da lui costantemente aggiornato sul caso.
L'autopsia eseguita sul cadavere di Caspere mostra come sugli occhi dell'uomo sia stato versato dell'acido cloridrico e i suoi genitali siano stati completamente asportati; il fatto che risulti affetto dalla gonorrea, unito al sopralluogo di Ani e Ray nell'appartamento della vittima, mostra come fosse dedita a frequentare abitualmente prostitute. Ciò viene confermato anche dalle dichiarazioni del dott. Pitlor, psichiatra e amico dell'uomo. In un dialogo tra detective, Ani chiede a Ray quanto sia compromesso in questa storia, ottenendo però una risposta evasiva da parte di Velcoro.
Ray, nel frattempo, cerca il più possibile di passare del tempo col figlio Chad. Incontrandosi con Gena, questa lo gela confidandogli che, a causa dei suoi comportamenti sopra le righe, ha intenzione di chiedere l'affidamento esclusivo del giovane e, se sarà necessario, il test di paternità. Anche Woodrugh ha problemi con Emily, la sua ragazza, in quanto questa sospetta che egli la tradisca.
Dopo aver ottenuto l'informazione da una prostituta che lavora in un locale che fu di sua proprietà, Frank incontra Ray al bar Black Rose e lo incarica di recarsi in un'abitazione di proprietà di Caspere, in cui il funzionario era solito intrattenersi con giovani donne. Velcoro, svuotato per la notizia ricevuta dall'ex moglie, rivela a Frank tutto il suo disinteresse per la questione, ora che la sua vita sembra senza senso; l'ex gangster, tuttavia, gli ricorda che dal momento in cui lo aiutò ad individuare e a occultare il corpo dello stupratore di Gena, Semyon conosce il suo segreto e Ray lavora per lui. Velcoro, dunque, si introduce di nascosto nell'appartamento, ma viene sorpreso da un individuo che indossa la maschera di un corvo; quest'ultimo atterra Ray con un colpo di fucile, quindi ne esplode un altro sul torace del detective.
- Guest star: Ritchie Coster (Sindaco Austin Chessani), Lolita Davidovich (Nancy Spencer), W. Earl Brown (Teague Dixon), Rick Springfield (dott. Irving Pitlor), Christopher James Baker (Blake Churchman), Chris Kerson (Nails), Ronnie Gene Blevins (Stan), Andy Mackenzie (Ivar), Afemo Omilami (Capo di polizia Holloway), James Frain (Tenente Kevin Burris), Michael Hyatt (Katherine Davis), Alex Fernandez (James O'Neal), Michael Irby (Elvis Ilinca), Adria Arjona (Emily), Lera Lynn (Cantante), Yara Martinez (Felicia), Pedro Miguel Arce (Danny Santos), Abigail Spencer (Alicia Brune), Matt Battaglia (Comandante Floyd Heschmeyer), C.S. Lee (Richard Geldof), Jon Lindstrom (Jacob McCandless), Alain Uy (Ernst Bodine), Kerry Barker (Assistente), Weronika Rosati (Agnes), Jamison Jones (Will Davidson), Anjul Nigam (Medico legale della Contea di Ventura), Gary Carlos Cervantes (Proprietario dell'auto), David Pressman (Agente di Vinci), Toni M. Youngblood (Polizia tecnologica).
- Ascolti USA: telespettatori 3 048 000[5]

## Forse domani
- Titolo originale: Maybe Tomorrow
- Diretto da: Janus Metz
- Scritto da: Nic Pizzolatto

### Trama
Dopo aver fatto un sogno in cui suo padre lo vede inseguito in un bosco da gente che poi lo uccide, Ray si risveglia di soprassalto nell'appartamento di Caspere, rendendosi conto di essere ancora vivo: i colpi esplosi dal misterioso individuo contro di lui non erano altro che proiettili di gomma, che gli hanno causato delle ferite superficiali. Risentito con Frank per quanto avvenuto, Velcoro si fa spiegare da Semyon i suoi rapporti d'affari con la vittima, dopo avergli confidato che l'uomo che gli ha sparato ha sottratto dall'abitazione un hard disk il quale, evidentemente, conteneva del materiale compromettente.
Ani e Paul, nel frattempo, si dirigono alla villa del sindaco Chessani per avere informazioni riguardo ai suoi rapporti con Caspere: i due, però, si imbattono solamente nella giovane moglie del sindaco e nel figlio di Austin, Tony Chessani, che scaccia i detective dopo essersi presentato come un organizzatore di eventi. Bezzerides e Woodrugh, poi, tornano alla centrale operativa, dove rivelano al procuratore Davis di avere rinvenuto in una cassetta di sicurezza di Caspere atti costitutivi di società e dei diamanti blu. Davis sollecita Ani circa la raccolta di informazioni su Ray, ora che le indagini dello Stato sul distretto di Vinci sono imminenti.
A rapporto da Holloway e Burris, Ray informa loro sulle ultime vicende del caso: i due superiori spingono Velcoro di risolverlo il prima possibile seguendo la pista della prostituzione, in quanto temono che lo Stato possa presto intervenire nelle indagini. Chessani dichiara guerra a Bezzerides per aver "osato" recarsi a casa del sindaco. Ray, in seguito, va a far visita al padre, che si rivela un ex poliziotto disgustato dalla vita e dalla piega che ha assunto la sua città. 
Inconsapevolmente pedinato e fotografato da Dixon, Paul si incontra con Miguel Gilb, un amico ed ex collega nei Black Mountain, un reparto specializzato dell'esercito. I due rivangano il loro passato, e Woodrugh reagisce bruscamente contro Miguel quando questo gli ricorda della loro relazione omosessuale in Iraq. Il detective si fa poi accompagnare da un escort gay in uno dei locali un tempo gestiti da Frank, alla ricerca di prostitute che possano dargli informazioni su Caspere, ubriacandosi pesantemente.
Frank, intanto, è nello stesso locale e ha radunato tutti i gestori delle attività che furono e sono ancora di sua proprietà per raccogliere più informazioni possibili sulla morte di Caspere, a maggior ragione dopo aver scoperto che uno dei suoi collaboratori più fidati, Stan, è stato ucciso con modalità simili all'omicidio del funzionario comunale. Semyon incontra, però, l'ostilità di Danny Santos, il gestore del club in cui avviene l'incontro, che rinfaccia a Frank la sua debolezza dopo che questo è uscito dal giro; Frank, per rilanciare la sua leadership, sfida l'energumeno di fronte a tutti, malmenandolo e strappandogli i denti d'oro con una tenaglia.
Mentre Ani è a casa di Ray assieme a lui, il detective riceve una visita da Gena, che lo informa di essere stata sentita da due detective statali in merito a Ray ed alla possibilità che questo sia un corrotto e un omicida. La donna lo esorta ad andarsene dalla città e gli offre una somma di denaro per riconoscerle l'affidamento esclusivo di Chad, onde evitare ulteriori sofferenze al giovane. Ray si rifiuta e rientra in casa, ritrovando Ani, che finge di non avere sentito la conversazione.
Dopo aver notato che l'auto sulla quale era stato trasportato Caspere è una Cadillac rubata dal set di un film girato nelle vicinanze di Vinci, Ani e Ray si recano sul luogo per interrogare la troupe; consultati un fotografo di scena e l'ex assistente di Caspere, Erica, i detective interrogano un ragazzo della troupe che aveva avuto precedenti per furto ma, nel mentre, si accorgono che un individuo a volto coperto ha dato fuoco all'auto incriminata. Velcoro e Bezzerides si lanciano all'inseguimento, ma col buio l'uomo ha vita facile a dileguarsi, dopo aver attraversato una superstrada. Ani rischia di essere investita da un tir, ma viene provvidenzialmente salvata da Velcoro: la giovane ringrazia Ray, che le risponde che potrebbe sdebitarsi rivelandogli le informazioni che lo Stato possiede su di lui. Ani, però, gli confida di non sapere nulla.
- Guest star: Ritchie Coster (Sindaco Austin Chessani), Vinicius Machado (Tony Chessani), Fred Ward (Eddie Velcoro), Christopher James Baker (Blake Churchman), W. Earl Brown (Detective Teague Dixon), Alex Fernandez (James O'Neal), James Frain (Tenente Kevin Burris), Michael Hyatt (Katherine Davis), Michael Irby (Detective Elvis Ilinca), Afemo Omilami (Capo di polizia Holloway), Pedro Miguel Arce (Danny Santos), Gabriel Luna (Miguel Gilb), Chris Kerson (Nails), Andy Mackenzie (Ivar), Yara Martinez (Felicia), Timothy V. Murphy (Osip Agronov), Abigail Spencer (Alicia Brune), Christian Campbell (Richard Brune), Jake La Botz (Conway Twitty), Agnes Olech (Veronica Chessani), Emily Rios (Betty Chessani), Weronika Rosati (Agnes), Chet Grissom (Bart Sallis), Courtney Halverson (Erica Jonson), Roberto Medina (Dottor Burke), Alex Rich (Tyler), Solomon Shiv (Michael Bulgari), Alain Uy (Ernst Bodine), Troy Vincent (Dan Czarn), Philip Moon (Ashley Daison), Michael Edwin (Tony Transpo), Luke Edwards (Fotografo), Joey Jennings (Colter), Riley Smith (Steve Mercer), Carlos Ayala (Constantine), Chez'Ney Hadley (Prostituta), Ana Mercedes (Signora Peru), J. Francisco Rodriguez (Tommy Peru), Keir Thirus (Agente di polizia di Vinci), Eltony Williams (Fregredo).
- Ascolti USA: telespettatori 2 622 000[6]

## La fine è vicina
- Titolo originale: Down Will Come
- Diretto da: Jeremy Podeswa
- Scritto da: Nic Pizzolatto e Scott Lasser

### Trama
Ani e Ray commentano i recenti sviluppi delle loro indagini. Velcoro ammonisce Ani, mettendola in guardia sulle amicizie su cui il sindaco Chessani può contare, facendole notare che l'indagine dello Stato potrebbe non scalfirlo e che sia lei che Paul sono, senza dubbio, molto esposti. I due detective continuano le loro indagini, visitando le terre sulle quali Caspere coltivava affari, terre ormai abbandonate a causa dei numerosi rifiuti tossici presenti in esse. Consultando suo padre Eliot, Ani viene a conoscenza del fatto che Caspere, Chessani e il dott. Pitlor, fossero in passato amici intimi.
Frank, determinato a risanare il proprio patrimonio e sempre accompagnato dal fido Nails, decide di riprendere in prima persona tutte le attività malavitose dapprima abbandonate per ripulire la sua figura e poter entrare come socio nel progetto per la ferrovia ad alta velocità: rileva gran parte dei locali da lui un tempo posseduti e fa ripartire in essi il traffico di stupefacenti, in accordo con le altre famiglie della zona. Problematica è anche la situazione che riguarda sua moglie, Jordan, la quale ha difficoltà a rimanere incinta.
Paul, risvegliatosi, si rende conto di aver passato la notte con Miguel e scappa dall'appartamento dell'amico, rifiutandosi di accettare la sua reale natura. Poco dopo si incontra nuovamente con Emily, la quale gli rivela di essere rimasta incinta di lui: Woodrugh, cogliendo l'occasione al volo e vedendo la possibilità di normalizzare la sua vita, le chiede di sposarlo.
Alla centrale operativa della Contea di Ventura, Ani viene informata dal suo capo che ha ricevuto una denuncia per molestie sessuali da parte di un agente, suo subordinato (con cui aveva avuto una breve relazione), in seguito alla quale è sospesa dal servizio, potendo comunque continuare a far parte della task force per il caso Caspere. Bezzerides intuisce rapidamente che la mossa è una vendetta di Chessani, in quanto lei e Paul si erano recati alla villa del sindaco per cercare informazioni.
Paul e Dixon si recano ad un banco dei pegni della città, scoprendo che una ragazza, Irina Rulfo, ha di recente impegnato della merce che risulta appartenere a Caspere. Dalle ricerche compiute da Woodrugh, risulta che la donna è la compagna di un certo Ledo Amarilla, protettore di prostitute appartenente a una gang messicana e più volte arrestato; sotto la spinta del dipartimento di Vinci (che ha interesse a chiudere presto il caso), viene spiccato un mandato di cattura per Amarilla e Irina, accusati di aver torturato ed ucciso Caspere sapendo della sua passione per le prostitute.
Al Black Rose Ray comunica la notizia a Frank: Semyon, che appare stupito in quanto non coglie il collegamento tra la morte di Caspere e quella di Stan, propone a Ray, una volta chiuso il caso, di dimettersi dalla polizia e di lavorare a tempo pieno per lui. Dopo l'incontro, Velcoro fa di nascosto visita al figlio Chad, cui regala il prezioso distintivo di poliziotto che fu del padre di Frank.
Al dipartimento di Vinci, Ani organizza un raid per catturare Amarilla: Dixon, infatti, ha ricevuto una soffiata da un informatore, ed è sul luogo che si ritiene essere il dormitorio del criminale e dei suoi scagnozzi. Una squadra d'assalto, guidata da Ani, Ray, Paul e Dixon, si prepara ad entrare in azione: il dormitorio, però, si rivela essere un laboratorio per la produzione di metanfetamina, che va in fiamme dopo l'inizio di una violenta sparatoria tra la polizia e i criminali in cui Dixon perde la vita. Amarilla tenta di scappare dall'edificio, e dopo aver causato un incidente con il suo fuoristrada scende dal veicolo sparando all'impazzata su poliziotti e civili, prima di essere ucciso da Ray e Paul che, assieme ad Ani, si ritrovano di fronte a una vera e propria carneficina.
- Guest star: David Morse (Eliot Bezzerides), Leven Rambin (Athena Bezzerides), Ritchie Coster (Sindaco Austin Chessani), Emily Rios (Betty Chessani), W. Earl Brown (Teague Dixon), Afemo Omilami (Capo di polizia Holloway), James Frain (Tenente Kevin Burris), Alex Fernandez (James O'Neal), Michael Irby (Elvis Ilinca), Christopher James Baker (Blake Churchman), Chris Kerson (Nails), Andy Mackenzie (Ivar), Arthur Darbinyan (Leonid), Jack Topalian (Armin), Adria Arjona (Emily), Gabriel Luna (Miguel Gilb), Yara Martinez (Felicia), Lera Lynn (Cantante), Allel Aimiche (Luca Reles), Abigail Spencer (Alicia Brune), Trevor Larcom (Chad Velcoro-Brune), Alain Uy (Ernst Bodine), Travis Hammer (Agente della California Environmental Protection Agency), David Denman (Malkin), David Saucedo (Giardiniere), Christopher Aguilar (Charlene), Cesar Garcia (Ledo Amarilla), Jerry Hauck (Proprietario del banco dei pegni), Melissa Center (Reporter 1), Steven Ellison (Reporter 2), Sara Welch (Reporter 3), Diane Mizota (Reporter 4).
- Ascolti USA: telespettatori 2 359 000[7]

## Altre vite
- Titolo originale: Other Lives
- Diretto da: John Crowley
- Scritto da: Nic Pizzolatto

### Trama
Due mesi dopo la sparatoria, l'indagine sulla morte di Caspere è stata chiusa, con il Procuratore di Stato Geldof, soddisfatto della responsabilità di Amarilla. Velcoro ha lasciato il Dipartimento di Polizia di Vinci diventando membro della sicurezza privata di Semyon; Bezzerides è stata retrocessa a responsabile del deposito prove dell'ufficio dello sceriffo e, sollecitata dalla sorella di Vera, ha ripreso le indagini sulla scomparsa della ragazza per conto suo; Woodrugh è stato promosso a detective e investigatore per frodi assicurative.
Semyon riferisce a McCandless, proprietario della Catalast (la quale possiede le terre che devono essere comprate per il progetto della linea ferroviaria), che la persona a cui ha venduto la sua impresa di smaltimento rifiuti è morta in circostanze sospette. Questo, unito al fatto che McCandless si servì dell'impresa del gangster per contaminare le suddette terre in modo da far abbassare i prezzi prima che il governo le ricomprasse, viene usato come ricatto da Semyon per rientrare nel progetto. McCandless, invece, gli dà l'opportunità di rientrare nell'accordo nel caso in cui Semyon riesca a recuperare l'hard-disk rubato dall'appartamento di Caspere la notte in cui la persona con la maschera da corvo sparò a Velcoro. Inoltre Frank incarica Velcoro di pedinare il suo vice Blake, di cui non si fida più. Ray scopre lui e Tony Chessani che prelevano tre ragazze dalla clinica di Pitlor e le portano al socio-rivale di Frank, il russo-israeliano Osip Agronov.
Bezzerides, che a causa delle accuse di molestie sessuali è costretta a frequentare un gruppo di terapia di recupero dove si diverte a dare scandalo, nel frattempo stabilisce una connessione tra Vera e i diamanti blu trovati nella cassetta di sicurezza di Caspere in quanto sia lei che i gioielli appaiono in foto recapitate alla sorella della ragazza scomparsa, Dani. Questo spinge Davis a riaprire l'indagine sulla morte di Caspere con il pretesto di trovare Irina e fa così riunire Bezzerides, Velcoro e Woodrugh. Inoltre Davis sospetta che Geldof, colluso con Chessani, abbia usato l'indagine originale per far partire la sua campagna di governatore e accusare di corruzione il solo Caspere. Velcoro, inizialmente riluttante, accetta quando la donna gli promette che lo aiuterà a tenere la custodia del figlio. Inoltre gli rivela che lo stupratore di Gena è stato arrestato sei settimane prima. Dopo aver avuto la conferma dalla sua ex moglie, Velcoro si rende conto che la dritta datagli da Semyon anni prima era solo un pretesto per corromperlo.
Woodrugh, seguendo la pista dei diamanti, viene a sapere che Dixon li stava cercando prima che questi venissero scoperti e che si tenne l'informazione per sé. Questo porta Woodrugh e Bezzerides a concludere che il Dipartimento di Polizia di Vinci stava usando Dixon per manipolare l'indagine. Velcoro torna alla clinica di Pitlor e lo picchia in cerca di informazioni fino a fargli confessare che Tony Chessani e Caspere erano insieme in affari riguardanti uomini influenti, prostitute e feste segrete. Successivamente usavano foto scattate durante le feste per ricattare i facoltosi partecipanti (tra i quali McCandless). Bezzerides, dopo aver chiesto ad Athena di procurarle un invito per la festa successiva, seguendo una dritta di Elvis arriva a una casa abbandonata a Guerneville, dove erano stati registrati gli ultimi movimenti di Vera. Lì, lei e Paul trovano nei boschi sul retro della casa un capanno sporco di sangue con una sedia per le torture al suo interno. Mentre Semyon e Jordan si riappacificano dopo aver avuto diverse discussioni, arriva Velcoro che dice al gangster che hanno bisogno di parlare.
- Guest star: Ritchie Coster (Sindaco Austin Chessani), Rick Springfield (dott. Irving Pitlor), W. Earl Brown (Detective Teague Dixon), Abigail Spencer (Gena Brune), Chris Kerson (Nails), C.S. Lee (Richard Geldof), Jon Lindstrom (Jacob McCandless), Alain Uy (Ernst Bodine), Adria Arjona (Emily), Yara Martinez (Felicia), Lera Lynn (Cantante), Ashley Hinshaw (Lacey Lindel), Molly Hagan (Avvocato Harris), Melinda Page Hamilton (Avvocato di Gena Brune), Christopher James Baker (Blake Churchman), James Frain (Tenente Kevin Burris), Michael Hyatt (Katherine Davis), Michael Irby (Elvis Ilinca), Gregg Daniel (Giudice), Lolita Davidovich (Cynthia Woodrugh), Leven Rambin (Athena Bezzerides), Matt Battaglia (Comandante Floyd Heschmeyer), Christian Campbell (Richard Brune), Vinicius Machado (Tony Chessani), Saundra Santiago (Madre di Emily), Timothy V. Murphy (Osip Agronov), Chris Butler (Avvocato di Lacey), Matt McCoy (Gillett), Mark Berry (Avvocato di Paul), Cory Blevins (Moderatore), Jeff Doucette (Gioielliere), Carla Vila (Danielle Delvayo), Angela Fornero (Tenente), Jennifer Jean Snyder (Giornalista), Beau Berglund (Uomo 2), Mike Kersey (Uomo 1), Nick Gracer (Uomo 3), Benjamin Benitez (Gonzales 1), Robert Renderos (Gonzales 2), Chas Scherer (Loyd).
- Ascolti USA: telespettatori 2 415 000[8]

## Festa privata
- Titolo originale: Church in Ruins
- Diretto da: Miguel Sapochnik
- Scritto da: Nic Pizzolatto e Scott Lasser

### Trama
Velcoro e Semyon discutono sulla dritta che portò Ray ad uccidere il presunto stupratore della moglie. In un'atmosfera tesissima e surreale, con entrambi a nascondere le loro pistole spianate sotto il tavolo, Semyon giura che pensava che l'informazione fosse attendibile in quanto datagli da Blake. Sollevato dal fatto che il gangster non l'abbia ingannato intenzionalmente, Velcoro va a trovare in prigione l'uomo arrestato per lo stupro e gli giura che lo ucciderà. Dopo una difficile visita supervisionata con suo figlio, Velcoro abusa di alcol, cocaina e fumo prima di chiamare la sua ex moglie per dirle che rinuncerà alla custodia del figlio a patto che lei non riveli mai al bambino chi sia il suo vero padre.
Successivamente Semyon va in visita alla vedova di Stan e a suo figlio per confortarli e chieder loro se avessero qualche sospettato sulla sua morte. La donna menziona Blake. Nel frattempo, Woodrugh, seguendo la pista dei diamanti scomparsi, scopre che questi vennero rubati, nel periodo delle rivolte del 1992, durante una rapina che si concluse con un duplice omicidio che lasciò orfani due bambini. I diamanti non furono mai più trovati.
Semyon inizia a cercare Irina e finisce per accordarsi con un cartello messicano che gli consentirà di incontrare la ragazza in cambio di una piazza di spaccio nei club del gangster. Irina chiama Semyon e gli rivela di aver ricevuto gli oggetti rubati dalla casa di Caspere da un poliziotto bianco e magro. Semyon organizza un incontro con la ragazza in modo che lei possa identificare il poliziotto tramite alcune foto, tuttavia, recatosi nel luogo dell'appuntamento, la trova morta. A ucciderla sono stati gli stessi messicani perché la ritenevano colpevole di aver collaborato con la polizia.
Bezzerides, spacciandosi per la sorella, si reca a una delle feste segrete, seguita da Velcoro e Woodrugh. All'entrata viene drogata e condotta dagli ospiti insieme alle altre ragazze. I suoi tentativi di trovare informazioni sono ostacolati dagli ospiti (tra cui Tony Chessani, Geldof e Holloway) e dalle continue allucinazioni di uno strano uomo della sua infanzia, a dimostrazione del fatto che subì abusi sessuali. Woodrugh e Velcoro, che sono riusciti ad intrufolarsi nella villa, assistono a un incontro tra McCandless e Osip dove il primo ammette che gli investimenti del secondo nel progetto della linea ferroviaria sono migliori di quelli di Semyon. I due detective rubano alcuni documenti dall'ufficio di McCandless; Bezzerides trova Vera tra le ragazze presenti alla festa e, nel tentativo di portarla via, è costretta a uccidere un addetto alla sicurezza. Le ragazze sono trovate da Woodrugh che le scorta all'auto di Velcoro. Una volta scappati, Paul, consultando i documenti, capisce la portata di quello in cui si sono imbattuti.
- Guest star: Christopher James Baker (Blake Churchman), Chris Kerson (Nails), Jon Lindstrom (Jacob McCandless), Michael Hyatt (Katherine Davis), Afemo Omilami (Capo di polizia Holloway), Leven Rambin (Athena Bezzerides), Abigail Spencer (Alicia Brune), Sprague Grayden (Joyce), Austin Chase (Mikey), Josh Clark (Deiffenbach), Timothy V. Murphy (Osip Agronov), C.S. Lee (Richard Geldof), Michael Adler (Cliggot), Andy Mackenzie (Ivar), Brett Rice (Signor Wyman), Bill Kalmenson (Sceriffo Russo), Trevor Larcom (Chad Velcoro-Brune), Vinicius Machado (Tony Chessani), Joseph Gatt (Bogden), Marco Rodriguez (stupratore di Gena Brune), Bianca Taylor (Psicologa), Miranda Rae Mayo (Vera Machiado), Linda DeMetrick (Madame), Eva Pepaj (Ragazza 1), Erin Spencer (Ragazza 2), Jamie Vandyke (Ragazza 3), Benjamin Benitez (Gonzales 1), Robert Renderos (Gonzales 2), Joshua Chang (Tecnico), Roger Halstrom (Hippy), Miguel Izaghirre (Trafficante), Peter Katona (Ranger).
- Ascolti USA: telespettatori 2 340 000[9]

## Il cerchio si chiude
- Titolo originale: Black Maps and Motel Rooms
- Diretto da: Daniel Attias
- Scritto da: Nic Pizzolatto

### Trama
La task force si raggruppa dopo la festa per consentire a Vera e Bezzerides di recuperare dalla droga mentre Velcoro e Woodrugh esaminano i documenti che legano Catalyst e McCandless a Osip. Quando arriva il mattino, Paul e Ani mettono al sicuro le loro famiglie mentre Velcoro riferisce tutto a Semyon. Ray, preso un appuntamento con Davis per raccontarle quanto accaduto la sera prima, la trova morta nella sua auto. Woodrugh scopre che Bezzerides è ricercata per essere interrogata sulla morte della guardia di sicurezza che ha ucciso alla festa mentre Velcoro è stato nominato come sospettato nell'omicidio di Davis. Paul viene anche contattato da uno sconosciuto che lo ricatta con le foto della sua notte con Gilb scattate da Dixon.
Utilizzando le informazioni di Semyon, di Vera e del database della polizia, i tre sono in grado di formulare una teoria sulla morte di Caspere: un gruppo di poliziotti corrotti (Holloway, Burris, Dixon e Caspere) hanno utilizzato i disordini del 1992 per rubare i diamanti, usati poi per acquisire potere a Vinci; tuttavia, Laura, la bambina rimasta orfana durante la rapina, deve averli rintracciati e, dopo aver lavorato come assistente di Caspere, lo ha ucciso quando ha avuto conferma del coinvolgimento del funzionario comunale in tutta l'operazione. Tutto, dalla loro scoperta dei diamanti fino alla sparatoria con Ledo Amarilla, è stato manipolato da dietro le quinte dal Dipartimento di Polizia di Vinci per coprire il coinvolgimento di alcuni poliziotti altolocati nel crimine: a fornire a Irina gli oggetti da portare al banco dei pegni era stato Burris, allo scopo di far incastrare Amarilla.
Vera racconta che le foto a sua sorella Dani le ha inviate un'altra prostituta, Tasha, che aveva trovato materiale scottante e aveva cercato di ricattare Caspere. Per tutta risposta, era stata massacrata da Tony Chessani nella casupola trovata da Ani e Paul.
Nel frattempo Semyon interroga Blake sul suo ruolo nelle operazioni di Osip; il ragazzo ammette che Agronov sta cercando di spingere Frank fuori dal mercato con l'aiuto di Tony, che Osip installerà come sindaco di Vinci. Messo ulteriormente alle strette, Blake confessa di aver ucciso Stan, il quale ne aveva scoperto il doppio gioco, mettendo in scena l'omicidio per imitare la morte di Caspere e sviare così le indagini, e parla di una consegna di denaro in cui il russo-israeliano trasferirà materialmente 12 milioni di dollari a Tony Chessani. Interrogato circa l'uomo segnalato poi a Velcoro come stupratore, Blake rivela di avergli passato il nome di un tossico a cui doveva dei soldi. A questo punto Semyon uccide il suo vice e organizza la fuga dalla città di Jordan. Discutendo successivamente con Osip, Semyon ammette con gentilezza di essere ormai fuori dai giochi e finge di voler accettare il ruolo di manager dei club del rivale, ma poi li dà invece alle fiamme una volta svuotate le casseforti dei suoi risparmi. Dopo aver realizzato quanto siano potenti i loro nemici, Ray ed Ani si abbandonano a loro stessi e vanno a letto insieme.
Nel frattempo, messe in salvo la madre ed Emily in un motel, Woodrugh si incontra con il suo ricattatore, lo stesso Holloway, che richiede i documenti rubati durante la festa. Paul riesce a sopraffarlo e comincia una sparatoria con la sicurezza privata della Black Mountain che accompagnava Holloway a nome di McCandless. Uscito indenne dallo scontro a fuoco, viene infine ucciso da Burris durante la fuga.
- Guest star: David Morse (Eliot Bezzerides), Ritchie Coster (Sindaco Austin Chessani), Christopher James Baker (Blake Churchman), James Frain (Tenente Kevin Burris), Michael Hyatt (Katherine Davis), Afemo Omilami (Capo di polizia Holloway), Timothy V. Murphy (Osip Agronov), Chris Kerson (Nails), Michael Irby (Elvis Ilinca), Solomon Shiv (Michael Bulgari), Jack Topalian (Armin), Arthur Darbinyan (Leonid), Lolita Davidovich (Cynthia Woodrugh), Leven Rambin (Athena Bezzerides), Adria Arjona (Emily), Carla Vila (Danielle Delvayo), Miranda Rae Mayo (Vera Machiado), Gabriel Luna (Miguel Gilb), Mark Chaet (Commerciante di diamanti ebreo), Peter Douglas (Pit Boss), Sheila Cutchlow (Agente di viaggi), Yevgeniy Kartashov (Alex).
- Ascolti USA: telespettatori 2 177 000[10]

## Stazione Omega
- Titolo originale: Omega Station
- Diretto da: John Crowley
- Scritto da: Nic Pizzolatto

### Trama
Dopo una notte insieme, Velcoro e Bezzerides si raccontano i loro rispettivi traumi. Semyon convince Jordan a lasciare il paese per il Venezuela col fido Nails, promettendole che si incontreranno due settimane più tardi. Successivamente Frank va alla villa di Chessani, dove trova il sindaco morto e la moglie del sindaco, Veronica, in preda ai postumi di una sbronza; il gangster deduce che è stato suo figlio Tony l'assassino.
Ani e Ray apprendono con sgomento della morte di Paul e cercano di chiudere il caso. Analizzando nuovamente le foto del 1992 identificano Laura, alias Erica, la segretaria di Caspere, e Lenny, un fotografo del set cinematografico della vettura rubata, come i fratelli rimasti orfani durante la rapina, gli Osterman. Visitando la casa di Lenny trovano Laura ammanettata al camino e la maschera da corvo. I due riconoscono quindi Lenny come l'assassino di Caspere e l'uomo che ha sparato a Velcoro. Laura conferma tutto, aggiungendo che il fratello pianifica di proseguire nella vendetta uccidendo Holloway dopo avergli proposto di incontrarlo in una stazione ferroviaria ad Anaheim con la scusa di vendergli l'hard-disk di Caspere. Il dispositivo, in realtà, è inutilizzabile a causa dei continui tentativi di hackeraggio fatti e il materiale al suo interno è andato perso. Lenny è furibondo anche perché, con la morte dei genitori, Laura, prima di farsi assumere come segretaria da Caspere, è finita in strada a prostituirsi.
Ani mette Laura su un autobus verso Seattle mentre Ray intercetta Lenny presso la stazione e lo convince a incastrare Holloway. Velcoro prende il posto di Lenny e conduce il corrotto capo della polizia in una discussione riguardante il complotto dei diamanti blu, mentre Lenny siede dietro di loro. Holloway rivela che Dixon, alla morte di Caspere, si era messo sulle tracce dei diamanti all'insaputa dei suoi complici del 1992 ma che era stato da loro scoperto, così era stata data una soffiata a Ledo Amarilla affinché aprisse il fuoco sui poliziotti che stavano andando ad arrestarlo; il piano era riuscito e Dixon era stato "casualmente" eliminato. Altra scoperta: Laura è figlia illegittima di Caspere e la loro madre era incinta del secondo figlio dello stesso Caspere quando fu uccisa durante la rapina poiché sospettava qualcosa sulle attività illecite del futuro segretario comunale. Questa rivelazione manda Lenny su tutte le furie facendogli attaccare Holloway, dando così via a una sparatoria tra Velcoro, Lenny e gli accorsi Bezzerides e Burris. Holloway spara a Lenny prima che entrambi siano uccisi dalla polizia mentre Burris rimane ferito; Ani e Ray fuggono sfruttando la confusione.
Velcoro e Bezzerides incontrano Semyon in un bunker segreto nel Black Rose dove il detective convince Ani a scappare in Venezuela mentre lui e Semyon, che le dà indicazioni per trovare Jordan, pianificano un attacco di rivincita su Agronov. L'azione riesce: i due uccidono McCandless e Osip e sottraggono i 12 milioni. Intanto Ani fa visita a Pitlor per strappargli una confessione ma lo trova assassinato da chi sta facendo pulizia su questa sporca vicenda. Nella stessa notte Felicia racconta a Bezzerides un aneddoto su Ray: questi si era messo sulle tracce dell'uomo colpevole di averla sfregiata e l'aveva spedito in prigione «nella sezione disabili».
Sulla via del ritorno, Semyon viene prelevato e portato nel deserto dai membri del cartello messicano che hanno investito nei club da lui successivamente bruciati, mentre Velcoro commette un grave errore e fa visita a suo figlio a scuola dove viene notato dal Dipartimento di Polizia di Vinci che gli pone un transponder sul veicolo. Nonostante Ray se ne accorga non è in grado di rimuoverlo, e fugge via conscio che il suo destino è segnato; contatta telefonicamente Ani, le dice che ritarderà ad arrivare alla nave per il Venezuela e rivela a Felicia che, sostanzialmente, non ne uscirà vivo. Semyon collabora con i messicani e li risarcisce, ma si rifiuta di dare a uno degli uomini il suo completo, perché ha l'ultima parte del suo denaro, liquidato in diamanti, in tasca, così reagisce violentemente e viene pugnalato; cerca di tornare in città, ma soccombe alle sue ferite dopo una serie di allucinazioni. Ray è ancora inseguito dalla polizia di Vinci e dà il suo addio a Chad tramite una nota audio (che non arriverà mai al destinatario) prima di effettuare una stoica resistenza nel bosco. Velcoro accetta il suo destino e affronta Burris e la sua squadra che lo crivellano di colpi, rispecchiando la conversazione che ebbe con il padre durante il sogno di due mesi prima.
Epilogo: Tony Chessani diventa sindaco di Vinci, Geldof è eletto governatore, il progetto ferroviario va avanti come previsto; Velcoro è ricordato come un assassino di poliziotti con grande disperazione del padre e di Gena, che apprende dal test di paternità che Chad è con il 99,9% di probabilità il figlio di Ray; una nuova autostrada è intitolata alla memoria di Paul Woodrugh, Emily ha dato alla luce il suo bambino e lo accudisce assieme alla suocera. In Venezuela Bezzerides ha partorito il secondo figlio di Velcoro e vive con Jordan Semyon. Si incontra con un giornalista aggredito da Velcoro mesi prima e gli passa tutte le prove incriminanti, compresi i fascicoli di Caspere, per iniziare una crociata contro la corruzione a Vinci prima che lei, suo figlio, Jordan e Nails scompaiano in mezzo alla folla.
- Durata: 83 minuti
- Guest star: Ritchie Coster (Sindaco Austin Chessani), Ronny Cox (Dirigente della Catalast), Fred Ward (Eddie Velcoro), Rick Springfield (dott. Irving Pitlor), Abigail Spencer (Alicia Brune), James Frain (Tenente Kevin Burris), Timothy V. Murphy (Osip Agronov), Chris Kerson (Nails), Andy Mackenzie (Ivar), Afemo Omilami (Capo di polizia Holloway), Solomon Shiv (Michael Bulgari), Yara Martinez (Felicia), C.S. Lee (Richard Geldof), Alain Uy (Ernst Bodine), Agnes Olech (Veronica Chessani), Jon Lindstrom (Jacob McCandless), Trevor Larcom (Chad Velcoro-Brune), Courtney Halverson (Erica Jonson), Luke Edwards (Lenny Tyler), Lera Lynn (Cantante), Lolita Davidovich (Cynthia Woodrugh), Adria Arjona (Emily), Jack Topalian (Armin), Arthur Darbinyan (Leonid), Stevin Knight (Dan Howser), Mark Chaet (Commerciante di diamanti ebreo), Vinicius Machado (Tony Chessani), Emily Rios (Betty Chessani), Matt Battaglia (Comandante Floyd Heschmeyer), Cooper Huckabee (Padre di Frank Semyon), Liberte Chan (Reporter), Jesse Mitchell (Gangster adolescente 1), Koby Kumi-Diaka (Gangster adolescente 2), Benjamin Schrader (Uomo), Benjamin Benitez (Gonzales 1), Robert Renderos (Gonzales 2).
- Ascolti USA: telespettatori 2 730 000[11]